# Natt i Nyhavn
Natt i Nyhavn (danska: Bundfald) är en dansk dramafilm från 1957 i regi av Palle Kjærulff-Schmidt.

## Utmärkelser
Filmen vann Bodilpriset för bästa danska film 1958.

## Rollista i urval
- Birgitte Price - Rosa Jensen
- Ib Mossin - Anton Hansen
- Ghita Nørby - Else
- Bent Christensen - Kaj Jensen
- Lone Hertz - Rita
- Preben Kaas - Egon
- Jakob Nielsen - 'Skipper'
- Jørn Jeppesen - bilhandlare
- Poul Müller - antikvitetshandlare
- Povl Wöldike - kontorchef
- Bendt Rothe - kriminalassistent